# Chazaliella parviflora
Chazaliella parviflora là một loài thực vật có hoa trong họ Thiến thảo. Loài này được (R.D.Good) Verdc. mô tả khoa học đầu tiên năm 1980.